# Hycleus deserticolus
Hycleus deserticolus es una especie de coleóptero de la familia Meloidae.

## Distribución geográfica
Habita en Benguela (Angola).